# SimCity (videojuego de 2013)
SimCity es un videojuego de construcción de ciudades y es oficialmente la sexta entrega de la serie SimCity. Al igual que los títulos anteriores (a excepción de SimCity Societies), SimCity fue desarrollado por la ya desaparecida Maxis, una subsidiaria de Electronic Arts. Inicialmente se había anunciado que el juego saldría a la venta en febrero de 2013, pero EA confirmó el 24 de octubre de 2012 que la fecha de lanzamiento había sido retrasada para el 5 de marzo en América del Norte y el 8 de marzo en Europa.

## Desarrollo
El juego fue anunciado oficialmente el 6 de marzo de 2012 durante el Game Developers Conference de 2012 por Electronic Arts y Maxis, indicando que sería un título que se lanzaría para PC y Mac, además de que contaría con un nuevo motor gráfico y de simulación. En junio de 2012, EA mostró videos con gráficos del juego en sí, a diferencia del GDC donde solo mostró el tráiler promocional.
El nuevo motor de simulación que utiliza el juego, llamado GlassBox, difiere con anteriores juegos de simulación en que estos simplemente utilizaban animaciones para representar estadísticas. En cambio, GlassBox reemplaza las estadísticas con "agentes", unidades de simulación que representan a ciudadanos, edificios, vehículos, electricidad y otros; representando gráficamente a cada uno y a sus acciones de forma individual.
EA también anunció que el juego requeriría una conexión constante a internet para poder jugarlo, aunque no sería necesario adquirirlo a través de la  plataforma Origin exclusivamente. La justificación del requerimiento de la conexión constante es permitir al jugador acceder a una nueva característica del juego, a través de la cual las ciudades vecinas pueden ser controladas por otros jugadores, cuyas acciones afectan a la economía global, además de que era requerido como método anticopias. Aunque la nueva interacción entre jugadores fue calificada como una muy buena idea, el requerimiento de una conexión constante a internet fue criticado por el reconocido blog de juegos de PC británico Rock, Paper, Shotgun como algo que potencialmente podría destruir la experiencia del juego para muchas personas.  De igual manera, PC Gamer indicó que la experiencia multijugador que busca EA en esta entrega de SimCity podría resultar un fracaso, tal y como lo fue en el similar juego de simulación de ciudades, Cities XL.
El 18 de marzo de 2014 y luego de varios meses de pruebas y sufrir fuertes críticas, EA finalmente lanzó un modo para un jugador que no necesita de conexión a internet, además de proveer soporte para modificaciones por parte de los usuarios.

## Lanzamiento
El juego salió al mercado en América el día 5 y en Europa el 7 de marzo de 2013, en dos versiones: la versión estándar (Limited) y la Digital Deluxe Edition, la cual incluye paquetes estéticos de gráficos de ciudades francesas, británicas y alemanas; además de la inclusión de "artículos misteriosos" y superhéroes.
El día de su estreno en Nortemaérica, los servidores de SimCity (incluyendo a los 4 servidores americanos y 1 servidor oceánico, además de los cuatro servidores europeos) sufrieron un colapso y sobrecargas constantes debido al gran afluente de jugadores. Esto ocasionó que la mayoría de los usuarios no pudieran jugar las primeras horas de su estreno, tuvieran serios problemas para ingresar al juego, o incluso perdieran sus partidas guardadas, además de que los hackers vulneraron el método anticopias para jugar sin conexión. EA y Maxis se dieron prisa en anunciar el mismo día que se pondrían en marcha nuevos servidores, unos días más tarde, hasta cumplir con la demanda. Después de estabilizar el servicio hasta cierto punto, EA y Maxis ofrecieron un juego de PC gratis a todas las personas que habían tenido problemas para jugar SimCity durante los días de lanzamiento.

## Recepción
En la semana de su lanzamiento SimCity fue recibido con críticas variadas, desde calificaciones desastrosas hasta puntuaciones perfectas. No obstante, la mayoría de la prensa especializada fue dura con el inestable e inconveniente sistema de conexión constante al internet. PC Gamer indicó que aunque era un "placer" jugar SimCity, el juego sufría demasiado por su intrusivo sistema de conexión constante a internet. El blog británico especializado en videojuegos para PC, Rock, Paper, Shotgun, también criticó fuertemente este sistema, aunque en su análisis final del juego se limitó a la jugabilidad en sí, y concluyó que SimCity era visualmente impresionante, pero que la simulación era, en líneas generales, "poco convincente".
Pese a que las ventas alcanzaron las expectativas del distribuidor, los problemas resaltados por la prensa especializada hicieron que el juego fuera recibido por los usuarios con duras críticas en las redes sociales, solicitudes de devolución a los minoristas y calificaciones desastrosas en agregadores de críticas como Metacritic y GameRankings.